# Gabriela David
Gabriela David ( Mar del Plata, Provincia de Buenos Aires, Argentina, 21 de septiembre de 1960 - Buenos Aires, Argentina, 4 de noviembre de 2010) fue una guionista y directora de cine argentina. Era la hija mayor del fallecido director de cine Mario David y de una artista plástica y ceramista.

## Actividad profesional
Desde muy niña la profesión de sus padres la puso en contacto con el arte, en especial con el cine y con las artes plásticas. Estudió en la Escuela de Bellas Artes Manuel Belgrano y más adelante se decidió por el cine y en 1978 fue asistente de dirección en el filme La rabona dirigido por su padre. Realizó cuatro cortometrajes, dos de ellos en Súper 8: Ensayo y Para que todo cambie, y a ellos les siguió Romance en la puerta oeste de la ciudad (1979). 
En 1985 volvió a trabajar como ayudante de su padre en La cruz invertida y en 1987 lo hizo en la coproducción internacional Tango Bar dirigida por Marcos Zurinaga, con Raúl Juliá, Rubén Juárez y Valeria Lynch.
De 1981 a 1984 colaboró en la productora de cine de animación de Jorge Martín “Catú” como colorista y realizadora de fondos. En 1989 filmó en 16 mm y color el cortometraje Tren Gaucho, premiado en varios festivales internacionales, adaptación del cuento del mismo nombre de Juan José Manauta. 
Desde 1993 se desempeñó como profesora de la Cátedra Taller de Expresión II, en la Carrera de Ciencias de la Comunicación, de la Facultad de Ciencias Sociales (Universidad de Buenos Aires).
Como directora, guionista y productora realizó varios cortometrajes, entre ellos Tren gaucho (1988), basado en un cuento homónimo de Juan José Manauta, por el que recibió ocho premios nacionales e internacionales, entre ellos en 1989 la Carabela de Plata al mejor cortometraje iberoamericano en el 31.er Festival Internacional de Cine de Bilbao, España.

## La películaTaxi, un encuentro
Después de un intervalo en que se dedicó a la enseñanza, Gabriela David realizó en 2000 sobre su propio guion y con producción independiente, su primer largometraje: Taxi, un encuentro, muy bien acogido por la crítica. La película, por la que recibió varios premios, se refiere a un ladrón que una noche, mientras conducía un taxi robado, encuentra una adolescente herida.

## La mosca en la ceniza
En 2009 filmó su segundo largometraje La mosca en la ceniza, que gira en torno a la amistad de dos jóvenes del interior del país que mediante engaños son traídas a la gran ciudad para ser explotadas como prostitutas. Este filme mereció también el respaldo del público y la crítica.

## Fallecimiento
Gabriela David falleció el 4 de noviembre de 2010 de una enfermedad contra la cual había luchado durante los últimos 15 años.

## Filmografía
Directora
- La mosca en la ceniza (2009)
- Taxi, un encuentro (2000)
- Tren gaucho (cortometraje 1989)
- Romance en la puerta oeste de la ciudad (cortometraje 1979)
- Para que todo cambie (cortometraje)
- Ensayo (cortometraje)

Guionista
- La mosca en la ceniza  (2009)
- Taxi, un encuentro (2000)
- Tren gaucho (cortometraje 1989)
- Romance en la puerta oeste de la ciudad (cortometraje 1979)

Producción
- La mosca en la ceniza  (2009)
- Taxi, un encuentro (2000)

Ayudante de dirección
- Tango Bar (1987)
- La cruz invertida (1985)
- La rabona (1978)

## Televisión
Intérprete
- Días de cine (1 episodio) (2009)… Ella misma

## Premios y nominaciones

### Asociación de Cronistas Cinematográficos de la Argentina
| Año  | Categoría                                 | Película           | Resultado |
| ---- | ----------------------------------------- | ------------------ | --------- |
| 2002 | Cóndor de Plata al Mejor Guion original]] | Taxi, un encuentro | Nominada  |
| 2002 | Cóndor de Plata a la Mejor Película       | Taxi, un encuentro | Nominada  |
| 2002 | Cóndor de Plata a la Mejor Opera Prima    | Taxi, un encuentro | Nominada  |

### Festival de Cine Iberoamericano de Huelva
| Año  | Categoría                                | Película              | Resultado |
| ---- | ---------------------------------------- | --------------------- | --------- |
| 2009 | Carabela de Plata para mejor ópera prima | La mosca en la ceniza | Ganadora  |

### Festival de Cine Internacional de Kerala
| Año  | Categoría                           | Película           | Resultado |
| ---- | ----------------------------------- | ------------------ | --------- |
| 2002 | Premio FIPRESCI para mejor película | Taxi, un encuentro | Ganadora  |
| 2002 | Premio especial del Jurado          | Taxi, un encuentro | Ganadora  |

### Festival de Cine Latinoamericano de Nueva York
| Año  | Categoría                                 | Película           | Resultado |
| ---- | ----------------------------------------- | ------------------ | --------- |
| 2002 | Premio Manzana de plata mejor ópera prima | Taxi, un encuentro | Ganadora  |

### Festival de Cine Internacional de París
| Año  | Categoría   | Película           | Resultado |
| ---- | ----------- | ------------------ | --------- |
| 2002 | Gran Premio | Taxi, un encuentro | Nominada  |

### Festival de Cine Latinoamericano de Toulouse
| Año  | Categoría                       | Película           | Resultado |
| ---- | ------------------------------- | ------------------ | --------- |
| 2002 | Premio Revelación de la Crítica | Taxi, un encuentro | Ganadora  |

### Festival Internacional de Cine de Viña del Mar
| Año  | Categoría   | Película           | Resultado |
| ---- | ----------- | ------------------ | --------- |
| 2002 | Gran Premio | Taxi, un encuentro | Ganadora  |